# ポードレッタイト
ポードレッタイト（プドレット石、英語: poudretteite）は、組成式KNa2B3Si12O30から成るシクロケイ酸塩鉱物で、大隅石グループに属する。主に無色からピンク色を呈し、モース硬度は5、六方晶系である。1965年に発見され、1987年に新種と承認された。

## 概要
名前の由来は、カナダケベック州のモンサンチレールの採掘場で発見されたことから、同採掘場を所有していたプドレット（Poudrette）一族を称えて命名された（現在では、同採掘所はイギリス資本のSalmon Mining Industries Inc.の所有となっている）。宝石としても重宝される。
ミャンマーのモゴックからも報告されている。